# Erythrina vespertilio
Erythrina vespertilio là một loài cây bản địa bắc và đông bắc Úc. Loài này theo truyền thống được người bản xứ Úc sử dụng rộng rãi ở Trung Úc để làm woomera và coolamon.

## Hình ảnh

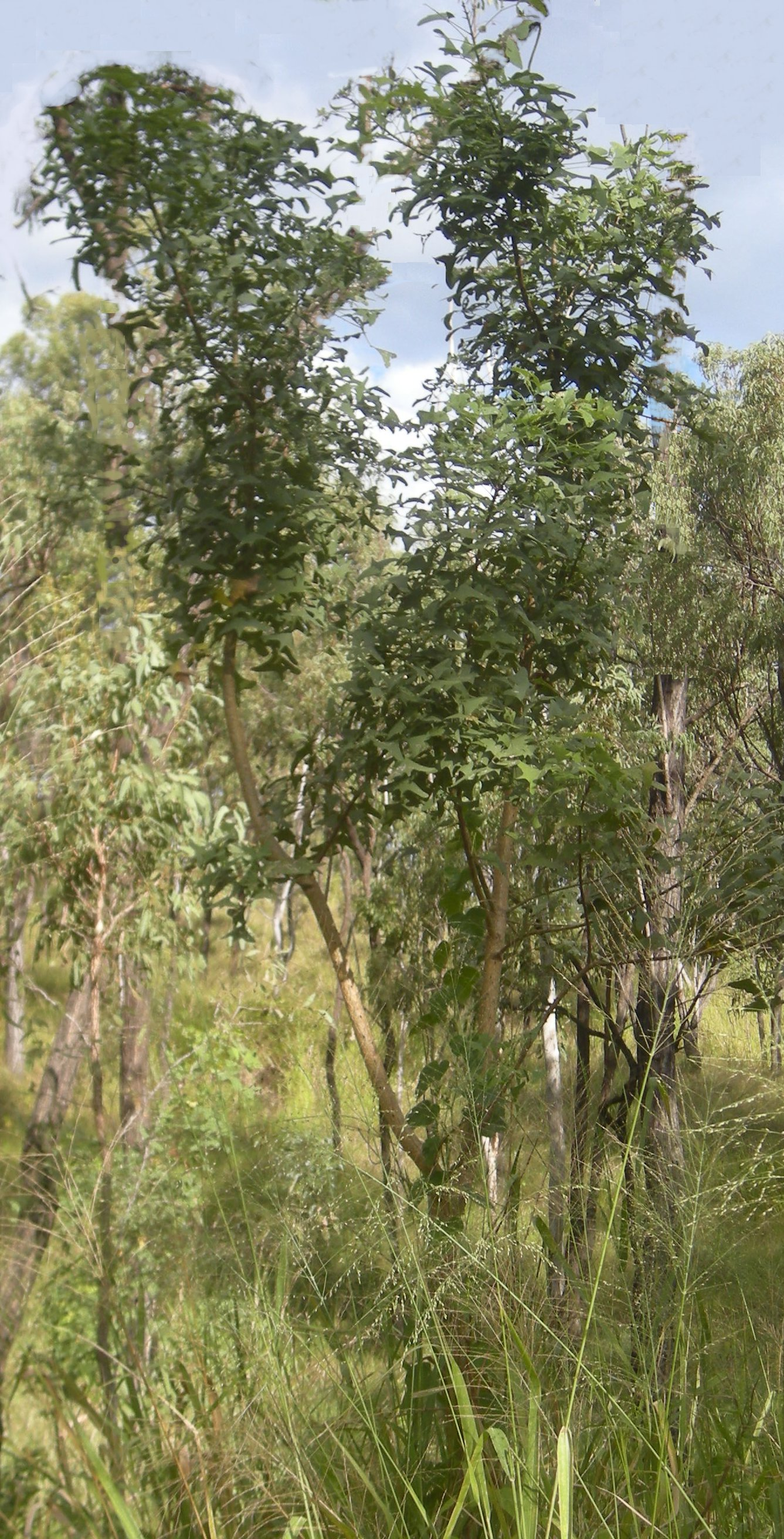
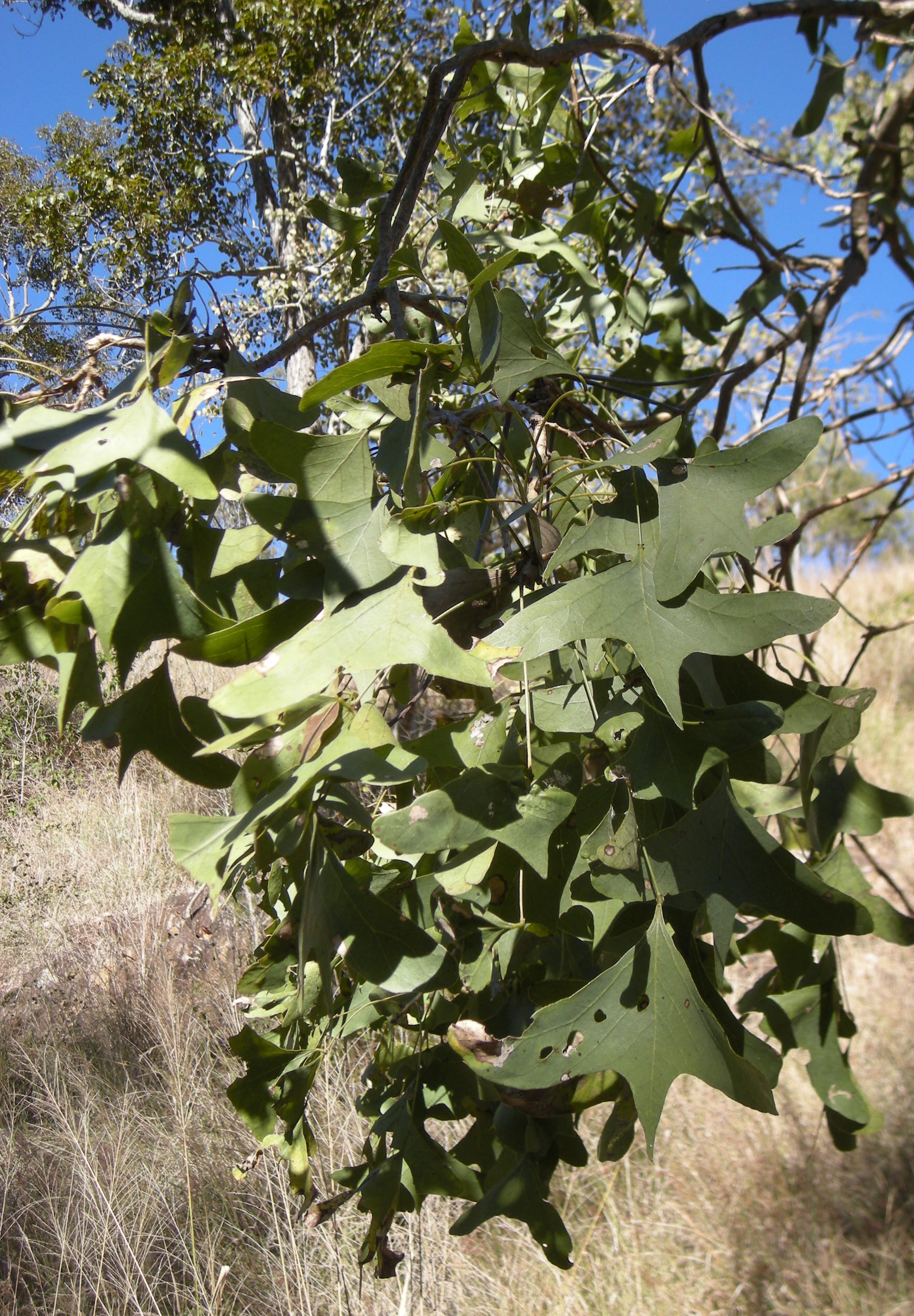